# Кастель-Френтано
Кастель-Френтано (итал. Castel Frentano) — коммуна в Италии, расположена в регионе Абруццо, подчиняется административному центру Кьети.
Население составляет 3909 человек, плотность населения составляет 186 чел./км². Занимает площадь 21 км². Почтовый индекс — 66032. Телефонный код — 0872.
Покровителем коммуны почитается святой первомученик Стефан. Праздник ежегодно празднуется 3 августа.